# Освиенцим
 Тази статия е за града в Полша.  За концлагера вижте Аушвиц.  
Освиѐнцим или Ошвѐнчим (на полски: Oświęcim; на немски: Auschwitz, Аушвиц) е град в Южна Полша, Малополско войводство. Административен център на Ошвенчимски окръг, както и на селската Ошвенчимска община, без да е част от нея. Самият град е обособен в самостоятелна градска община с площ 30 km².

## География
Градът е разположен на 60 km югозападно от Краков, край двата бряга на река Соли, близо до вливането ѝ във Висла.

## История
Градът е с близо 800-годишна история и е един от най-старите градове в Полша. За първи път той се споменава през 1179 г., като селище, отдалечено от Краков. През 1241 г. той е напълно унищожен при монголско-татарски нашествия. През 1272 г. възстановеното селище получава статут на град.
В края на XIII век в града се заселват немци, а в началото на XVI век – и евреи. През вековете градът променя териториалната си принадлежност. През 1348 г. градът става част от Свещената римска империя със силно германско влияние, през този период немският език взема превес над полския.
През 1655 г. градът отново е разрушен – от шведите. В резултат на шведския потоп градът напълно загубва своето значение, през 1772 г. се присъединява към Австрия, а след Първата световна война, през 1918 г., градът отново се връща в състава на Полша. Преди началото на Втората световна война в града са живели около 8000 евреи.

### Втора световна война
На 4 септември, 1939 г. градът е окупиран от войските на Вермахта, и по заповед на Адолф Хитлер се присъединява към територията на Третия райх.
По време на Втората световна война е концентрационен лагер на Третия Райх – Аушвиц, който се състои от три комплекса, и е мястото на избиване на най-много население през този период (90% от тях са евреи).
Комплексът се състои от лагерите Аушвиц 1, Аушвиц 2 (по-известен като Аушвиц-Биркенау) и Аушвиц 3.
На 27 януари 1945 г. градът е превзет от Червената армия под командването на маршал Иван Конев.

## Население
Според данни от полската Централна статистическа служба, към 1 януари 2014 г. населението на града възлиза на 39 664 души. Гъстотата е 1 322 души/km².

## Личности

### Родени в града
- Роман Пиндел, римокатолически духовник, белско-живешки епископ

## Фотогалерия
- Изглед от центъра на Освиенцим
- Главният вход на Аушвиц
- Замък
- Черквата „Св. Богородица“